# Arrak

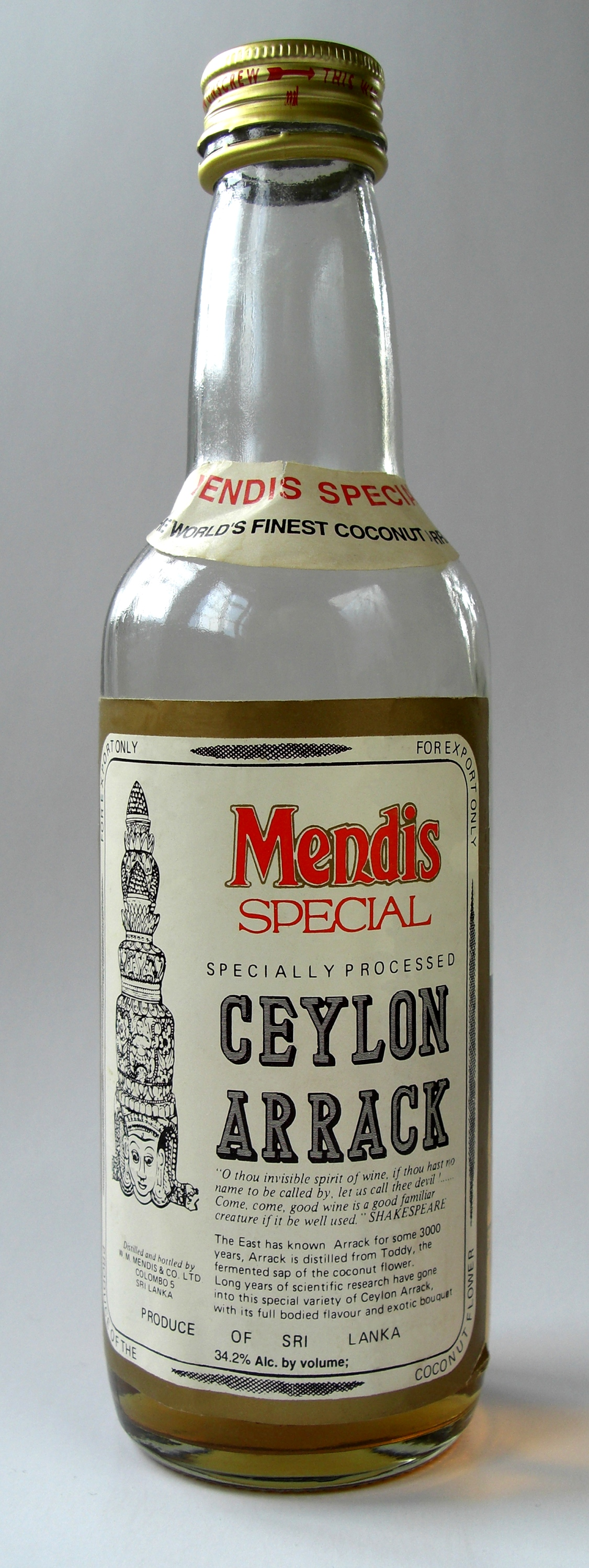
Flaska Arrack Mendis.

Arrak, (av arabiska a'raq, 'svett, utsöndring; saft från palmer'), även arak är en aromatisk spritdryck hållande uppemot 54 % alkohol som tillverkas av ris, palmsaft eller rörsockermelass.

## Arrak i Europa
I Europa avses med äkta arrak en jäst och destillerad alkoholhaltig dryck på ris eller melass, och saft från dadelpalmens blomkolvar. Den indonesiska benämningen är Batavia-arrak.
Den har en alkoholstyrka kring 35-46 %, en egenartad, genomträngande lukt och en sötaktig något besk smak.
I Sverige används arrak till punschberedning samt som smaktillsats till bakverk, choklad, konfektyr, glass med mera.
I september 2006 slutade Vin & Sprit att importera arrak till Systembolaget eftersom de minskade volymerna gjort importen från Indonesien olönsam. Från och med 1 oktober 2009 säljer Facile arrak via Systembolaget. Denna arrak är dock vit och inte traditionellt bärnstensfärgad.
2021 säljer Systembolaget åter igen äkta indonesisk arrak av hög kvalitet vilken lämpar sig mycket väl för bland annat punschframställning.

## Arrak i Mellanöstern
I Mellanöstern, framför allt Libanon och Irak, är arrak ett sött brännvin kryddat med anis, som vanligtvis dricks blandat med vatten.
I Iran motsvarar namnet svenskans sprit. I Irak heter den mest kända arraksorten Zahlawi.